# ВЕС Пеіттоонкорпі
ВЕС Пеіттоонкорпі (фін. Peittoonkorpi) — наземна вітроелектростанція у Фінляндії, споруджена на узбережжі Ботнічної затоки.
Майданчик для ВЕС, введеної в експлуатацію у 2013 році, обрали на північ від міста Порі в провінції Сатакунта. Тут встановили 12 турбін іспанської компанії Gamesa типу G128/4500 із одиничною потужністю 4,5 МВт. Діаметр їх ротора становить 128 метрів, висота башти — 140 метрів.